# Caristiidae
I Caristiidae sono una famiglia di pesci ossei marini appartenenti all'ordine Scombriformes.

## Distribuzione e habitat
Le specie della famiglia si trovano in tutti gli oceani. Sono assenti dal mar Mediterraneo. Sono pesci pelagici dell'oceano aperto.

## Descrizione
Questi pesci hanno corpo alto e compresso lateralmente con pinne dorsale, anale e ventrali ampie. La dorsale parte all'altezza della testa ed è lunga, anche l'anale è alta e lunga. Le ventrali sono molto lunghe.
La taglia massima si aggira sui 30 cm.

## Biologia
Si incontrano sempre vicino alle colonie di sifonofori, di cui si nutrono.

## Specie
- Genere Caristius
  - Caristius andriashevi
  - Caristius fasciatus
  - Caristius japonicus
  - Caristius macropus
- Genere Neocaristius
  - Neocaristius heemstrai
- Genere Paracaristius
  - Paracaristius aquilus
  - Paracaristius maderensis
  - Paracaristius nemorosus
  - Paracaristius nudarcus
- Genere Platyberyx
  - Platyberyx mauli
  - Platyberyx opalescens[2]